# (17002) Kouzel
(17002) Kouzel est un astéroïde de la ceinture principale.

## Description
(17002) Kouzel est un astéroïde de la ceinture principale. Il fut découvert le 10 février 1999 à Socorro (Nouveau-Mexique) par le projet LINEAR. Il présente une orbite caractérisée par un demi-grand axe de 2,41 UA, une excentricité de 0,14 et une inclinaison de 3,4° par rapport à l'écliptique.

## Compléments